# Umimachi Diary
Umimachi Diary (海街diary, lit. "Diário de uma Cidade à Beira-mar") é uma série de manga josei escrita e ilustrada por Akimi Yoshida e publicada na revista Flowers pela editora Shogakukan desde 2007.
Uma adaptação cinematográfica homónima, realizada por Hirokazu Koreeda e protagonizada por Ayase Haruka, foi anunciada pela primeira vez na edição de junho de 2014 da Flowers. O filme estreou-se no Japão a 13 de junho de 2015.

## Personagens
Sachi Kouda (香田 幸, Kouda Sachi)
Intérprete: Ayase Haruka (filme)
É a irmã mais velha da família Kouda, tem vinte e nove anos de idade e trabalha como enfermeira, sendo séria, mas confiável.
Yoshino Kouda (香田 佳乃, Kouda Yoshino)
Intérprete: Masami Nagasawa (filme)
É a segunda irmã da família Kouda, tem vinte e dois anos de idade e trabalha como office lady num banco. Ela adora beber álcool e fica bastante inconveniente quando está embriagada. Muitas vezes namora rapazes mais novos e de boa aparência. Certa vez, ela namorou Tomoaki Fujii, um dos protagonistas de Lovers' Kiss (uma antiga série de Akimi Yoshida, também ambientada em Kamakura).
Chika Kouda (香田 千佳, Kouda Chika)
Intérprete: Kaho (filme)
A irmã mais nova da família Kouda, tem dezanove anos de idade e trabalha numa loja de artigos desportivos.
Suzu Asano (浅野 すず, Asano Suzu)
Intérprete: Suzu Hirose (filme)
É filha do mesmo pai das irmãs Kouda, tem treze anos de idade e ainda está na escola secundária. Ela é muito séria e de confiança, e também é a rapariga que chamou a atenção de Sachi. Ela morava em Sendai com seu pai e sua mãe, mas após a morte da sua mãe, o pai dela casou-se com Youko, em Yamagata. Ela conheceu suas irmãs no funeral do seu pai e passou a morar com elas em Kamakura. Ela é boa em futebol.

## Volumes
| N.º | Data de lançamento      | ISBN              |
| --- | ----------------------- | ----------------- |
| 1   | 26 de abril de 2007     | 978-4-09-167025-0 |
| 2   | 10 de outubro de 2008   | 978-4-09-167037-3 |
| 3   | 10 de fevereiro de 2010 | 978-4-09-167040-3 |
| 4   | 10 de agosto de 2011    | 978-4-09-167048-9 |
| 5   | 10 de dezembro de 2012  | 978-4-09-167053-3 |
| 6   | 10 de julho de 2014     | 978-4-09-167058-8 |
| 7   | 8 de janeiro de 2016    | 978-4-09-167073-1 |

## Receção
Umimachi Diary ganhou o Prémio de Excelência no Festival de Artes e Média do Japão em 2007 e o Grande Prémio de Manga em 2013, sendo nomeado também na primeira edição do mesmo prémio, onde permaneceu na terceira posição. O manga foi nomeado na décima segunda edição do Prémio Cultural Osamu Tezuka, onde permaneceu na segunda posição e também nomeado na décima terceira edição da cerimónia do prémio. Em 2016, o manga ganhou o Prémio de Manga Shogakukan na categoria geral, partilhado com a série Sunny.